# Африканець (фільм)
«Африканець» («L'Africain») — французька кінокомедія 1983 року, знята режисером Філіппом де Брокою, з Катрін Денев і Філіппом Нуаре у головних ролях.

## Сюжет
Шарлотта (Катрін Денев) летить до Східної Африки, щоб створити туристичний центр біля Озера Вільямс, де мешкають пігмеї. Тут вона зустрічає свого чоловіка Віктора (Філіпп Нуаре), активного захисника природи, який залишив її три роки тому, щоб жити у джунглях. Шарлотта робить висновок, що ідеальне місце для готелю — місце, яке охороняє Віктор.

## У ролях
- Катрін Денев — Шарлотта
- Філіпп Нуаре — Віктор
- Жан-Франсуа Бальме — Поль Планше
- Жак Франсуа — Паттерсон
- Жан Бенгігі — роль другого плану
- Джозеф Момо — роль другого плану
- Гордон Хіт — роль другого плану
- П'єр Мікаель — роль другого плану
- Раймон Акілон — роль другого плану
- Максім Дюфе — роль другого плану

## Знімальна група
- Режисер — Філіпп де Брока
- Сценарист — Жерар Браш
- Оператор — Жан Пензер
- Композитор — Жорж Дельрю
- Художник — Франсуа де Ламот
- Продюсери — Клод Беррі, П'єр Грюнштейн